# Cipolle fritte
Le cipolle fritte sono un alimento diffuso in più parti del mondo fra cui Svevia (Germania), Vienna, Danimarca, Svezia e Stati Uniti d'America meridionali, e composto da anelli di cipolle che vengono saltati in padella o sottoposti a frittura profonda.
Le cipolle fritte sono consumate come contorno, spuntino, oppure vengono poste sulle pietanze a fine decorativo, e sono ideali per preparare gli spätzle al formaggio, oppure in combinazione con il purè di patate. Spesso sono proposte come ingrediente per il poke.